# Órgano de Alejandro VI

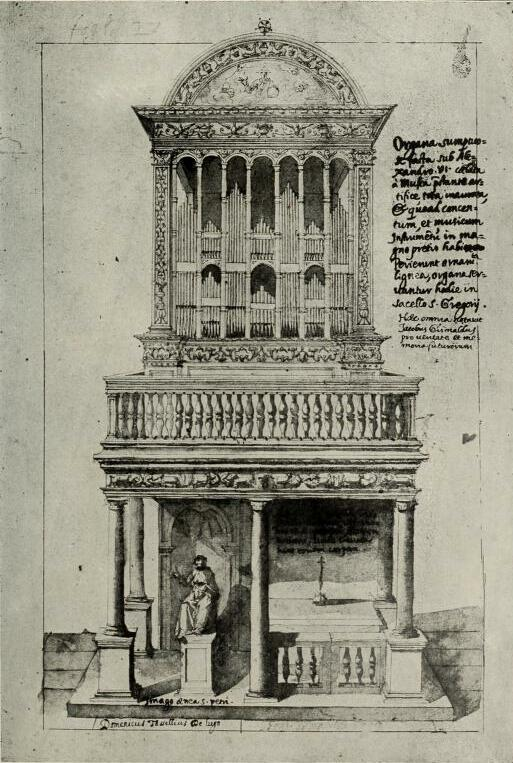
Vista del órgano en un dibujo del Album Vaticano (s. XVI)

El órgano de Alejandro VI fue un instrumento monumental construido en la antigua basílica de San Pedro, en Roma, por orden de este pontífice, a finales del siglo XV.

## Historia
El órgano fue encargado por Alejandro VI en 1495 al organista Domenico di Lorenzo. Los fondos para la construcción del instrumento serían aportados por el pontífice y por el cabildo de la basílica.
Hacia 1501 Alejandro VI tuvo algunos problemas con el cabildo de la basílica por el incumplimiento de sus compromisos económicos.
El órgano desaparecería durante la construcción de la nave de la actual basílica de San Pedro, hacia mediados del siglo XVI. Con anterioridad había sido reflejado en el plano de la antigua basílica realizado por Tiberio Alfarano.

## Descripción
El órgano se encontraba en el lado del Epístola de la nave central de la antigua basílica de San Pedro del Vaticano. En concreto se encontraba al sur del crucero.
Estaba formado por dos niveles, ya que el instrumento propiamente dicho se elevaba sobre un piso soportado por seis columnas de orden dórico sostenidas sobre podios.

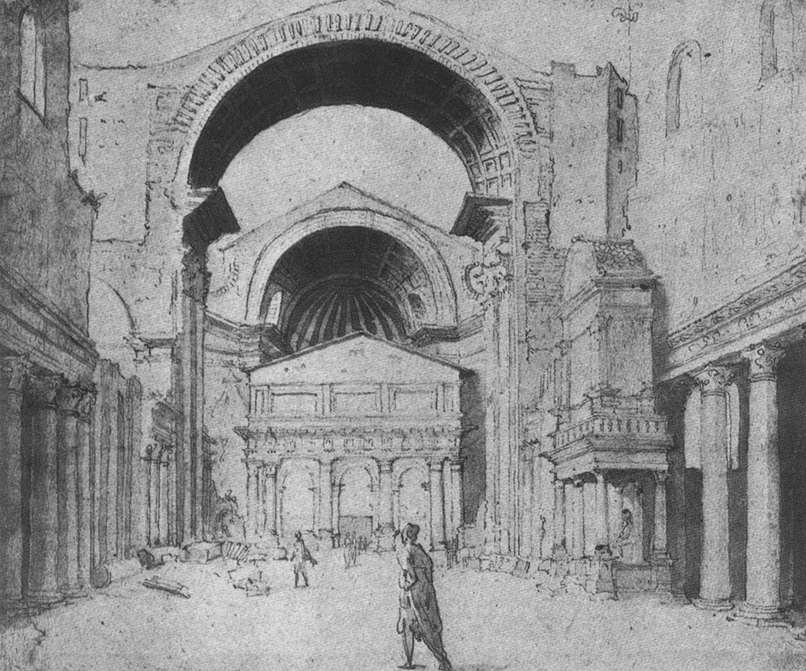
El órgano en su ubicación original, durante las obras de construcción de la nueva basílica. (Dibujo de Heemskerck, 1535)

En el piso superior, la caja presentaba una forma cúbica sobre planta rectangular, estaba rematada por un frontón curvo decorado por pinturas del pintor Giovanni Aspertini. La decoración de la caja dejaba a la vista algunos tubos del órgano. Así mismo esta parte del órgano presentaba el escudo de Alejandro VI partido con el de la basílica de San Pedro.
El piso inferior se encontraba elevado sobre el resto del pavimento de la antigua basílica por un par de escalones. En el espacio interior bajo el piso superior y delimitado por las columnas se colocaron distintas imágenes sagradas:
- Estatua de bronce de San Pedro, conservada en la nueva basílica.
- La conocida como Madonna sub organo, para algunos obra de Giotto. Desapareció durante la construcción de la nueva basílica y se guarda su memoria puesta en una lápida en las catacumbas del nuevo templo. La inscripción fue puesta por Urbano VIII en 1630: „Lapis existens olim iuxta imaginem b. virginis sub organo. Hic positus anno MDCXXX Urbano VIII Pont. Max.".[2]
- Diversas pinturas procedentes de lugares de la antigua basílica.